# فيض أباد (تشناران)
فيض أباد (بالفارسية: فیض‌آباد) هي قرية تقع في قسم تشناران الريفي (مقاطعة تشناران) في إيران. يقدر عدد سكانها بـ 90 نسمة.